# Бисенбаев, Асылбек Кнарович
Асылбек Кнарович Бисенбаев (род. 24 октября 1957, Алма-Ата)— казахстанский писатель и журналист.

## Биография
Родился в г. Алма-Ате 24 октября 1957 года.
Образование: Карагандинский государственный университет, исторический факультет (1973—1978 гг.)
Аспирантура Института истории, археологии и этнографии АН КазССР имени Ч. Валиханова (1981—1984 гг.)
Ученые степени и звания:
Кандидат исторических наук. Тема диссертации «Деятельность научных учреждений и высших учебных заведений Казахстана в годы Великой Отечественной войны». Защита в Институте истории, археологии и этнографии АН КазССР имени Ч. Валиханова 30 ноября 1984 года.
Доцент. Решение Госкомитета СССР по народному образованию по кафедре проблем теории современного социализма (31 мая 1990 года.).
Академик Академии журналистики Республики Казахстан (20 сентября 2017 года).
Обучающие курсы:
- Институт повышения квалификации преподавателей общественных наук высших учебных заведений при КазГУ имени. С. М. Кирова. Февраль-июнь 1989 года
- Госдепартамент США. Курсы по аналитической деятельности и подготовке документов. Алма-Аты, 1996 г.

Тренинги:
- Тренинг по навыкам общественной деятельности. Институт демократии США. Чолпон-ата, Кыргызстан, 1994.
- Тренинг по публичному администрированию и менеджменту. Алматы. Казахстан, март 1995 года. Отдел кадровой работы Администрации Президента РК.
- Совещание главных редакторов филиалов газеты «Комсомольская правда». Тунис. 2006.

Творческая деятельность:
- Автор сценариев, консультант, продюсер документальных фильмов «20- лет независимости» (20 серий), «5 лет Независимости», «Тюркский мир» и других.
- Разработчик генеральной линии развития сериала «Перекресток» (20-120 серии) агентство «Хабар».
- Ведущий программы «Международный объектив», Агентство «Хабар».
- Ведущий и автор программы «Ученый совет», канал «Билим жане мадениет».
- Ведущий и автор программы «Есть мнение» на канале «Алматы». http://nurtv.kz/serialy/159-gorod-i-mir/season-1/episode-3
- https://nurtv.kz/tvshou/view-159-gorod-i-mir/season-1/episode-1& (недоступная+ссылка)
- Автор идеи программы «Особое задание» на канале «Хабар», «КТК» производства «Гала ТВ».
- Консультант документальных фильмов «Генерал Панфилов», «Бауржан Момыш-улы» на канале «Звезда» РФ.
- Автор и ведущий программы "В поисках истины" на канале "Абай".

Июнь 2003 — июнь 2018 г. Генеральный директор — главный редактор газеты «Комсомольская правда-Казахстан»
Июль 2004 г.- 2011 гг. Генеральный директор газеты «Известия-Казахстан»
16.10.2002- Июнь 2003 г. — Первый заместитель заведующего Аналитическим центром Совета безопасности РК
21.10.1998 −13.12. 2001 гг. — Пресс-секретарь Президента РК
27.02.1997 — 10. 1998 г. Председатель Либерального движения Казахстана
12.1992 — 02.1997 — референт, зав. Сектором, заместитель, первый заместитель руководителя Аналитического центра Администрации Президента РК
07.1990 — 12. 1992 — старший научный сотрудник, заведующий отделом истории Великой Отечественной войны и историографии Казахстана Института истории, археологии и этнографии НАН РК
03.1988 — 06. 1990 — доцент, заведующий кафедрой Карагандинский медицинский институт.
12. 1980 — 03. 1988 — ассистент кафедры истории КПСС, старший преподаватель, доцент, Карагандинский политехнический институт.
08.1978-02.1979 г. — преподаватель истории Карагандинского техникума физкультуры и спорта.

## Личная жизнь
Жена — Сарнугаева Айгерим Алтынбековна
Дочери — Алма, Сара, Айлин.